# هارون رحیم
 هارون رحیم (انگلیسی: Haroon Rahim؛ زاده ۱۲ نوامبر ۱۹۴۹) یک تنیس‌باز اهل پاکستان است.